# Hanlim Multi Art School
Hanlim Multi Art School (hangul: 한림연예예술고등학교; lit. Escola de Artes Hanlim) é uma escola de ensino médio sul-coreana localizada em Songpa, Seoul. É reconhecida por admitir celebridades. 

## História
Hanlim Multi Art School foi fundada em 3 de Março de 1960, com Lee Hyun-man sendo diretor, tendo o propósito de ensinar crianças em artes e entretenimento. 

## Departamentos
- Departamento de Radiofusão & Entretenimento [2]
- Departamento de Teatro Musical [3]
- Departamento de Dança [4]
- Departamento de Música [5]
- Departamento de Moda [6]
- Departamento de Produção Cinematográfica [7]

## Alunos Notáveis
Várias celebridades sul-coreanas estudam e se formam na Hanlim Multi Art School, alguns deles sendo:
- Bomin
- Sunwoo
- Krystal
- Somi
- Sunmi
- Taemin
- Moonbin
- Yeri
- JooE
- Nancy
- Seungyoun
- Sanha
- Chaewon
- Sungjae
- Mino
- Ong Seong-wu
- Dahyun
- Chaeyoung
- Tzuyu
- Sowon
- Chuu
- Kim Lip
- Yeonjung
- Samuel
- Beomgyu
- Taehyun
- Hueningkai
- Ryujin
- Chaeryeong
- Yuna
- Hyeongjun
- Junho
- Dohyon
- Dongpyo
- EunB